# سرخیو مندس
سرخیو مندس (اسپانیایی: Sergio Méndez‎; ۱۴ فوریهٔ ۱۹۴۳ – ۱۸ دسامبر ۱۹۷۶) بازیکن فوتبال اهل السالوادور بود.
وی همچنین در تیم ملی فوتبال السالوادور بازی کرده‌است.